# The Amityville Haunting
The Amityville Haunting is een Amerikaanse film uit 2011 van The Asylum met Jason Williams. De productie vormt het tiende deel in de filmserie die in 1979 begon met The Amityville Horror.

## Verhaal
De familie Benson neemt haar intrek in een huis waar twintig jaar eerder een zekere Ronald DeFeo Jr. zijn gezin heeft vermoord door alle leden een kogel door het hoofd te schieten. Spoedig zijn ze getuige van paranormale verschijnselen, die steeds angstaanjagender worden. Ze besluiten alles op beeld vast te leggen.

## Rolverdeling
| Acteur         | Personage       |
| -------------- | --------------- |
| Jason Williams | Douglas Benson  |
| Amy Van Horne  | Virginia Benson |
| Devin Clark    | Tyler Benson    |
| Nadine Crocker | Lori Benson     |
| Gracie Largent | Melanie Benson  |